# Горбач, Пётр Еремеевич
Пётр Еремеевич Горбач (1906—1985) — советский хозяйственный, государственный и политический деятель, Герой Социалистического Труда.

## Биография
Родился в 1906 году в селе Ружичанка. Член КПСС.
С 1920 года — на хозяйственной, общественной и политической работе. В 1920—1970 гг. — крестьянин, организатор сельскохозяйственного производства, красноармеец, участник Великой Отечественной войны, заместитель командира 1-го мотострелкового батальона 20-й мотострелковой бригады по политчасти, председатель колхоза имени Сталина Ружичнянского района Каменец-Подольской области Украинской ССР.
Указом Президиума Верховного Совета СССР от 16 февраля 1948 года за получение высоких урожаев пшеницы, ржи, кукурузы и сахарной свёклы при выполнении колхозом обязательных поставок и натуроплаты за работу МТС в 1947 году и обеспеченности семенами зерновых культур для весеннего сева 1948 года присвоено звание Героя Социалистического Труда с вручением ордена Ленина и золотой медали «Серп и Молот».
Умер в Хмельницком в 1985 году.